# サクラ時計/雨夜の月
「サクラ時計/雨夜の月」(サクラどけい/あまよのつき)は、田﨑あさひの2ndシングル。2013年4月3日にUP-FRONT WORKSから発売された。

## 概要
- 「サクラ時計」は卒業をモチーフにミドルテンポの楽曲で、前作「手紙」同様ピアノの弾き語りでの演奏が意識された曲である一方、「雨夜の月」は別れた人を想う儚い恋心が歌われるナンバーで、古典的な日本語詞や演歌音階が活かされている。なお、香西かおりが同名楽曲を歌唱しているが別曲である。
- 「サクラ時計」のミュージックビデオやそのメイキング映像はテレビ東京系「ハロー!SATOYAMAライフ」第46回(2013年4月25日放送分)で放映された。この放送は同番組DVD Vol.19に収録されている[2]。さらに、アップフロントグループのYouTubeオリジナルプログラム「UFLicks」でもレッスン風景やMVの撮影風景が公開された[3][4]。
- 2013年3月2日、3日パシフィコ横浜で行われた「Hello! Project 春の大感謝 ひな祭りフェスティバル 2013」にて会場先行販売された。
- 前作「手紙/Rolling Days」同様、本作の表題曲である「サクラ時計」「雨夜の月」の2曲も、その後結成された田﨑と長谷川萌美によるユニットBitter & Sweetのレパートリーとなっている。また、Bitter & Sweetでの活動が始まったため、今作がソロ名義での事実上最後のシングルである。

## 収録曲
1. サクラ時計
作詞：小西裕子、作曲：SHIKI、編曲：立山秋航
2. 雨夜の月
作詞：角田崇徳、作曲：小松清人、編曲：hasie、ストリングスアレンジ：菊谷知樹
3. サクラ時計（Instrumental）
4. 雨夜の月（Instrumental）

## 参加ミュージシャン
サクラ時計
- 立山秋航 - ドラム、ベース、ギター、コーラス＆プログラミング
- 西池達也 - ピアノ
- 田﨑あさひ - コーラス

雨夜の月
- 佐野康夫 - ドラム
- 千ヶ崎学 - ベース
- 中西康晴 - ピアノ
- 大先生室屋ストリングス - ストリングス